# Эскобар, Луис Антонио
Луи́с Анто́нио Эскоба́р Сегу́ра (исп. Luis Antonio Escobar Segura; 14 июля 1925, Вильяпинсон, Колумбия — 11 сентября 1993, Майами, Флорида, США) — колумбийский композитор, музыковед, дипломат и педагог.

## Биография
Учился в Университете Боготы и Консерватории Пибоди (США) у Николая Набокова. Занимался так же и у Бориса Блахера (Берлин). В 1967—1970 годах был консулом Колумбии в Бонне (ФРГ), позже был атташе по культуре в США. Президент Национального совета по делам музыки, член дирекции Национального симфонического оркестра Колумбии. С 1953 года преподавал в Национальной консерватории. Писал музыку к фильмам и спектаклям. Его творчество относят к национальному направлению в колумбийской музыке.
Был женат на пианистке Ампаро Анхель (исп. Amparo Ángel).

## Сочинения
- детская опера «Принцесса на горошине» / La Princesa y la Arveja (1957)
- опера «Забияки» / Los Hampones (1961)
- балет «Авирама» / Avirama (1955)

## Награды
- 1957 — Стипендия Гуггенхайма